# برانوبل

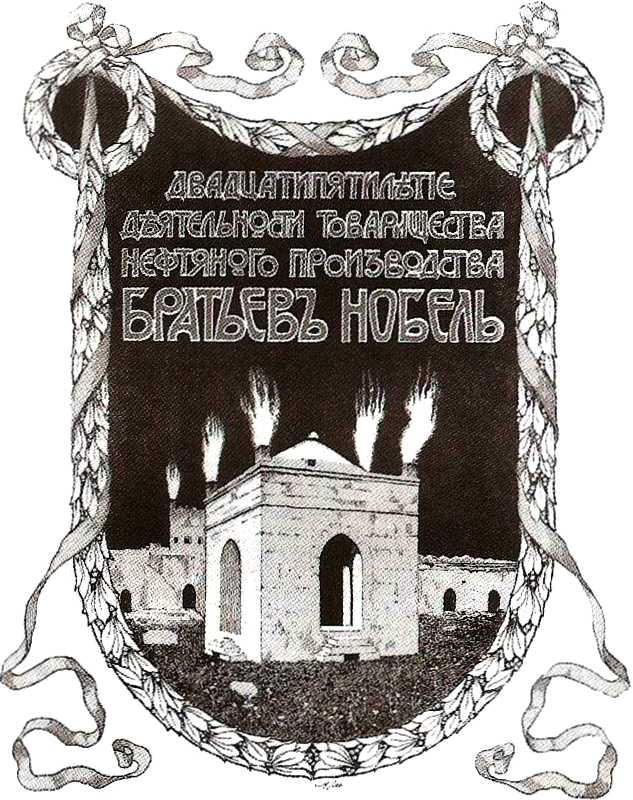
شعار شركة برانوبل

شركة الأخوين نوبل لإنتاج النفط المحدودة أو شركة برانوبل أي الأخوين نوبل بالروسية هي شركة نفط أسسها لودفيغ نوبل وروبرت نوبل في باكو بأذربيجان عام 1876. في البداية تأسست كشركة لتقطير النفط عام 1876. وباستثمار قدره 25 ألف روبل روسي واستثمارات من قبل تجار روس بقيمة 450 ألف روبل، تحولت الشركة سنة 1879 لشركة مساهمة عامة مقرها بالعاصمة الروسية سانت بطرسبرغ وبرأس مال إجمالي يبلغ 3 ملايين روبل. بعد وصول البلاشفة إلى الحكم تم تأميم شركة برانوبل عام 1920.

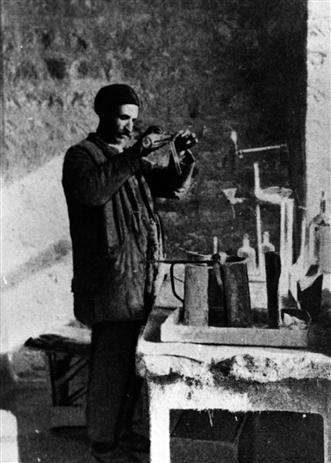
روبرت نوبل في باكو بأذربيجان.

## تاريخ
سنة 1876، أرسل روبرت نوبل من طرف شركة إنتاج الأسلحة بإيجيفسك في مهمة إلى القوقاز، تحت إشراف بارونين روسيين لديهم عقد حكومي لتصنيع بنادق بردانكا بشرط استخدام المواد الخام الروسية فقط. فقام نوبل باستغلال 25 ألف روبل التي حصل عليها من أجل مهمته التي كلفته بها شركة إنتاج الأسلحة بإيجيفسك، في شراء حقول نفطية عوض أن يشتري المواد الخام لتصنيع البنادق.

## بيبليوغرافيا
- The Russian Rockefellers، لروبرت تولف، ستانفورد، 1976.